# Вторые Чекуры
Вторы́е Чеку́ры (чув. Шупашкар Сĕмĕл) — деревня в Мариинско-Посадском муниципальном округе Чувашской Республики. С 2004 до 2023 года входила  в состав Кугеевского сельского поселения.

## География
Находится в северо-восточной части Чувашии, на расстоянии приблизительно 26 км на юг-юго-восток от районного центра города Мариинский Посад на левобережье реки Большой Аниш.

## История
Известна с 1795 года, когда здесь было 25 дворов и 254 жителя. В 1858 году было учтено 218 жителей, в 1897—377, в 1926 — 91 двор, 483 жителя, в 1939—447 жителей, в 1979—158. В 2002 году было 34 двора, 2010 −14 домохозяйств. В 1929 году был образован колхоз «Волга», в 2010 году действовал СХПК «Кугеевский».

## Население
Постоянное население составляло 65 человек (чуваши 100 %) в 2002 году, 33 в 2010.